# Rio Aron (Loire)
Aron (Loire) é um rio localizado na França.